# Андрена золотонога
Андрена золотонога (Andrena chrysopus) — вид комах з родини Andrenidae. Один із 75 видів палеарктично-палеотропічного підроду Euandrena всесвітньо поширеного роду Andrena (близько 1500 видів). Один із 170 видів роду у фауні України. Має значення як головний запилювач видів спаржі.

## Морфологічні ознаки
(За Осичнюк, 1977). Самиця: довжина тіла 8-9 мм. Голова та груди чорні, крила жовтуваті. Джгутики вусиків знизу червонуваті або коричнюваті. В забарвленні черевця часто переважає червоний колір. Звичайно 1–3 тергуми червоні з жовтими вузькими вершинними краями, 4–5 тергуми завжди чорні. Лапки всіх ніг та гомілки задніх, іноді й середніх, червоно-жовті. Тім’я та груди зверху в досить довгих іржаво- чи коричнювато-жовтих або жовтих волосках, на боках і знизу голова та груди в білуватих або жовтувато-білих волосках. Проподеальний кошик та вертлюжний пучок рідкі та довгі, з білуватих волосків; гомілкова сумка густа, довга, золотисто-жовта. 1 тергум у досить довгих жовтуватих або білуватих волосках. 2-4 тергуми з широкими густими суцільними білуватими вершинними перев’язками. Анальна торочка коричнева або жовтувато-коричнева. Самець за скульптурою, кольором тіла та опушенням дуже подібний до самиці. Наличник більш опуклий, з такою ж скульптурою, як у самиці. Вусики короткі, ледве досягають вершини щитка середньоспинки. Опушення тіла, особливо голови та грудей, дещо довше, кудлатіше, ніж у самиці. Довжина тіла 7–8 мм.

## Поширення
Зареєстрований локально а окремих пунктах південної частини Європи: Словаччина, Чехія, ФРН, Австрія, Македонія, Угорщина, Румунія, Україна, Швейцарія, південна Франція та північна Італія, а також відмічений в Туреччині. Зустрічається на степових ділянках. 
В Україні знайдений в Донецькій, Херсонській, Черкаській, Тернопільській областях та в Криму. Дуже рідкісний вид, зустрічається лише в місцях, де росте спаржа — види роду Asparagus.

## Особливості біології
Має одну генерацію на рік. Літає з кінця квітня до липня. Риє гіллясті гнізда поодиноко у землі, не створюючи агрегацій. Комірки еліпсоїдної форми з кулястим пилковим хлібцем та яйцем розташовуються на глибині 6,5–14,5 см від поверхні ґрунту. Дорослі особини є вузькими оліголектами Asparagus, в тому числі Asparagus pallasii Miscz., який занесено до Червоної книги України. Андрена золотонога — головний запилювач цих рослин у природних умовах, тому має виняткове значення у їх збереженні. 

## Загрози та охорона
Зникає внаслідок різкого зменшення чисельності спаржі — його основної кормової рос-лини, з якої він збирає пилок; скорочення площ цілинних степових ділянок; випасання, особливо кіз та овець.
Охороняється в Українському степовому заповіднику. Необхідно створити заказники в інших місцях мешкання виду.